# Puya horrida
Puya horrida är en gräsväxtart som beskrevs av Lyman Bradford Smith och Robert William Read. Puya horrida ingår i släktet Puya och familjen Bromeliaceae.
Artens utbredningsområde är Colombia. Inga underarter finns listade i Catalogue of Life.